# Comté de Macon (Illinois)
Pour les articles homonymes, voir Comté de Macon.
Le comté de Macon est un comté situé dans l'État de l'Illinois, aux États-Unis. En 2000, sa population est de 115 092 habitants. Son siège de comté est la ville de Decatur.

## Histoire
Le comté de Macon a été formé le 19 janvier 1829 à partir du comté de Shelby. Il a été nommé d’après Nathaniel Macon, un colonel qui a participé à la guerre d’indépendance des États-Unis. Macon a plus tard été sénateur de Caroline du Nord jusqu'à ce qu’il démissionne en 1828. En 1830, le futur président américain Abraham Lincoln et sa famille ont déménagé dans le comté de Macon.